# 訃報 2002年12月
訃報 2002年12月（ふほう 2002ねん12がつ）では、2002年（平成14年）12月中に物故した、又は物故が報じられた人物についてまとめる。

## （1日 - 15日）

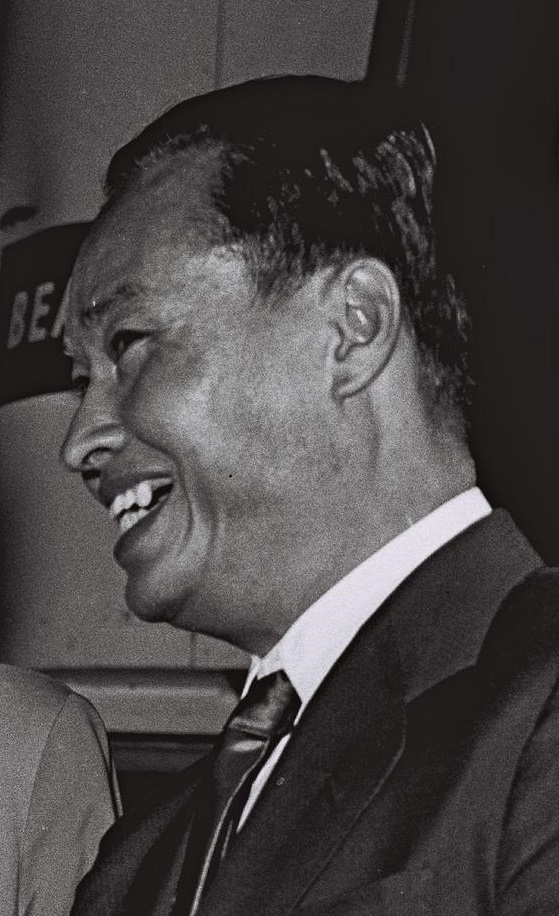
ネ・ウィン／12月5日没

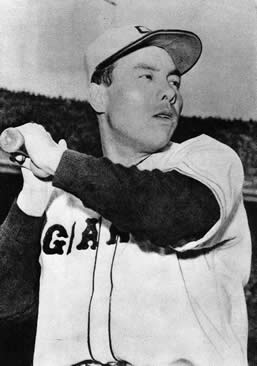
千葉茂／12月9日没

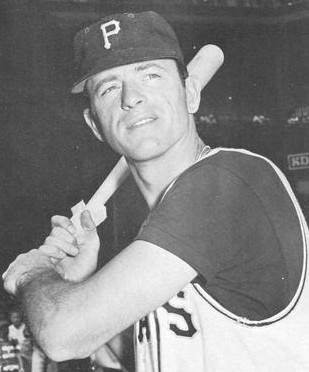
ディック・スチュアート／12月15日没

- 12月1日 - デーブ・マクナリー、メジャーリーガー（* 1942年）
- 12月2日 - イヴァン・イリイチ、哲学者・評論家（* 1926年）
- 12月2日 - マル・ウォルドロン、ジャズピアニスト（* 1926年）
- 12月3日 - 嘉屋實、経営者（* 1917年）
- 12月3日 - 中野幡能、歴史学者（* 1916年）
- 12月5日 - ネ・ウィン、軍人、政治家（* 1911年）
- 12月5日 - 村田陶苑、陶芸家（* 1905年）
- 12月5日 - 吉川逸治、美術史学者（* 1908年）
- 12月6日 - 氏家榮一、銀行家（* 1915年）
- 12月6日 - 戸谷洋、地理学者（* 1923年）
- 12月7日 - 岡並木、評論家（* 1926年）
- 12月9日 - 千葉茂、元プロ野球選手、監督（* 1919年）
- 12月10日 - 川嶋紀子、川嶋孝彦の妻・文仁親王妃紀子の祖母（* 1907年）
- 12月10日 - イアン・マクノートン、俳優・テレビプロデューサー（* 1925年）
- 12月11日 - ブラッド・デクスター、俳優（* 1917年）
- 12月11日 - 榊原政春、実業家・政治家（* 1911年）
- 12月11日 - 福田定良、哲学者（* 1917年）
- 12月11日 - 山中清一郎、経営者（* 1916年）
- 12月12日 - 松島栄一、歴史学者（* 1917年）
- 12月12日 - 笠原和夫、脚本家（* 1927年）
- 12月12日 - 大野達三、作家・評論家（* 1922年）
- 12月13日 - 伊藤昌哉、政治評論家（* 1917年）
- 12月13日 - 小林章良、元プロ野球選手（* 1923年）
- 12月13日 - 荒木修、政治家・教育者（* 1920年）
- 12月14日 - 明智十三郎、俳優（* 1926年）
- 12月14日 - 内山尚三、法学者（* 1920年）
- 12月15日 - ディック・スチュアート、元プロ野球選手（* 1932年）

## （16日 - 31日）

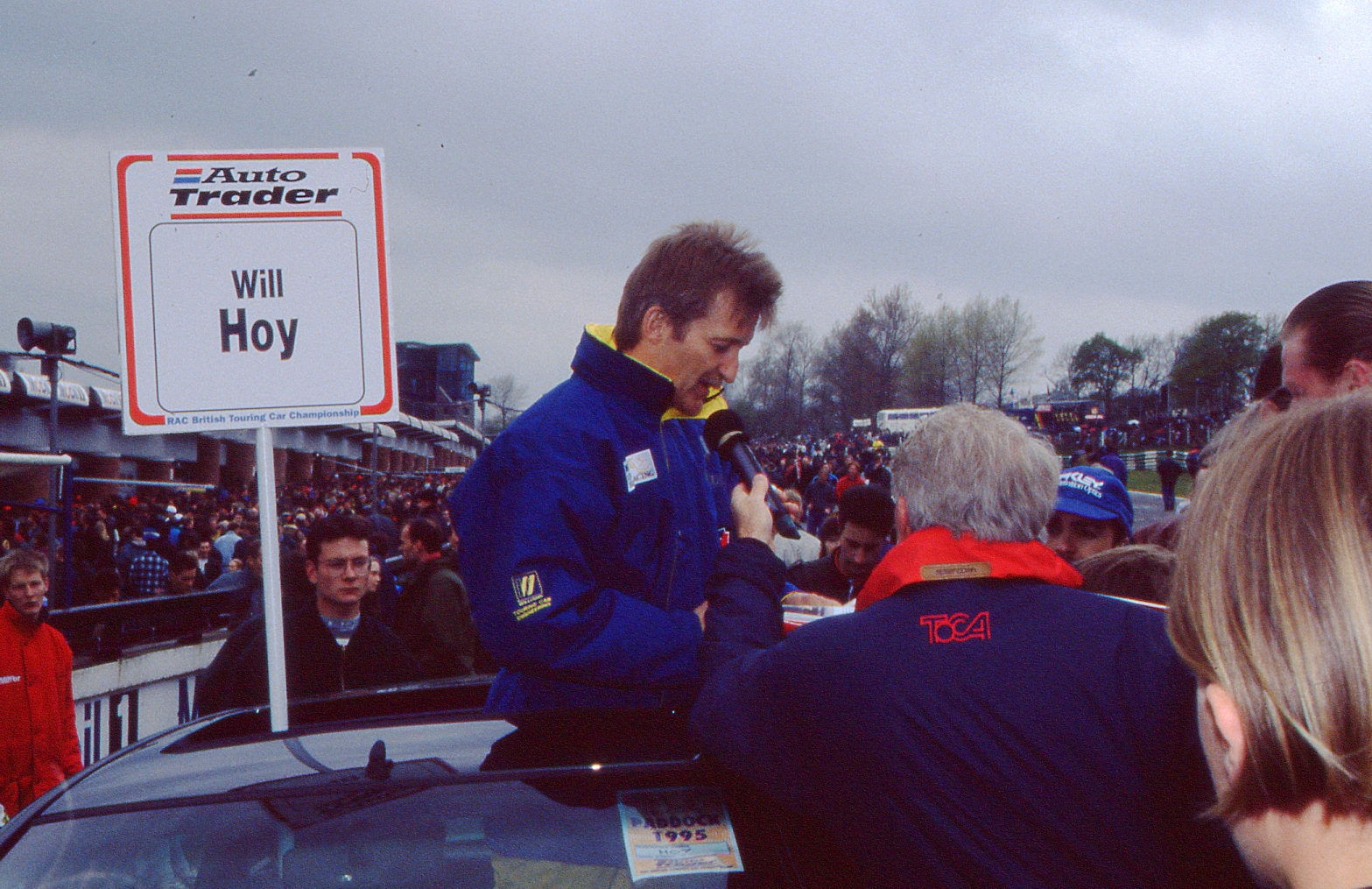
ウィル・ホイ／12月19日没

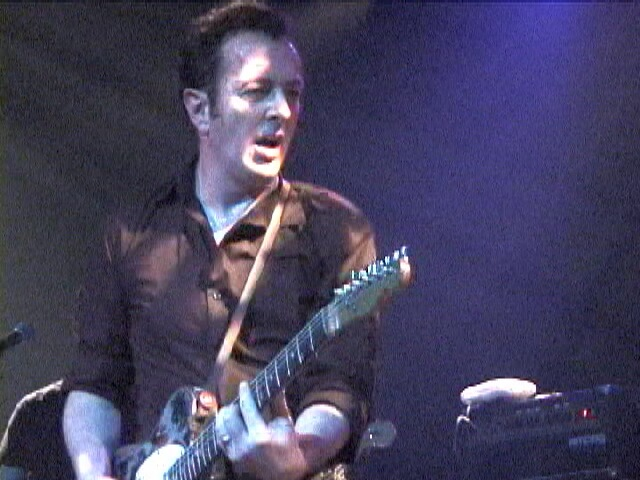
ジョー・ストラマー／12月22日没

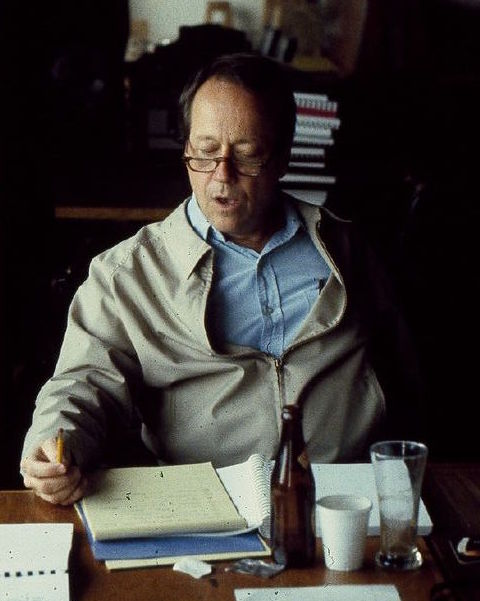
ジョージ・ロイ・ヒル／12月27日没

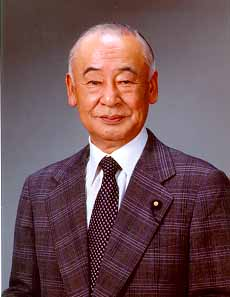
松浦功／12月28日没

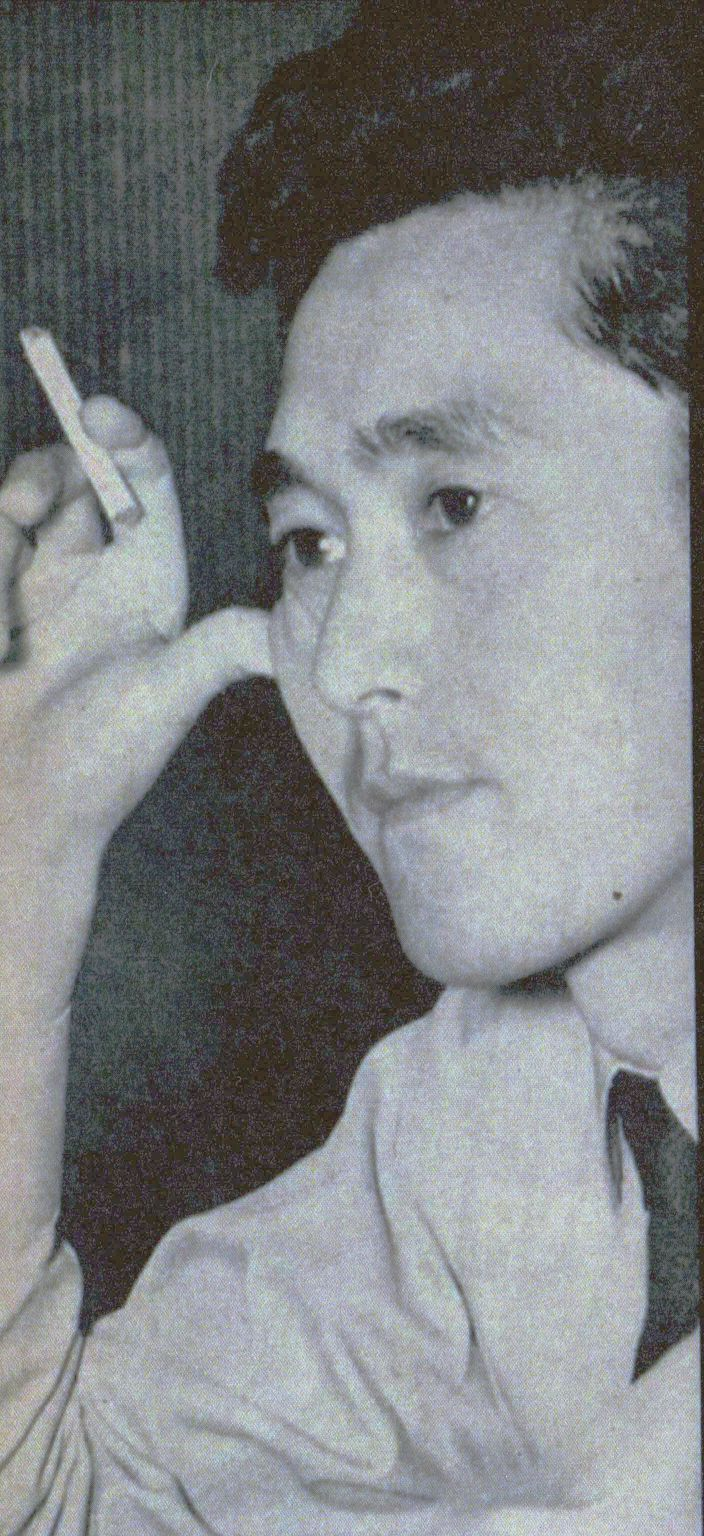
蔵原惟繕／12月28日没

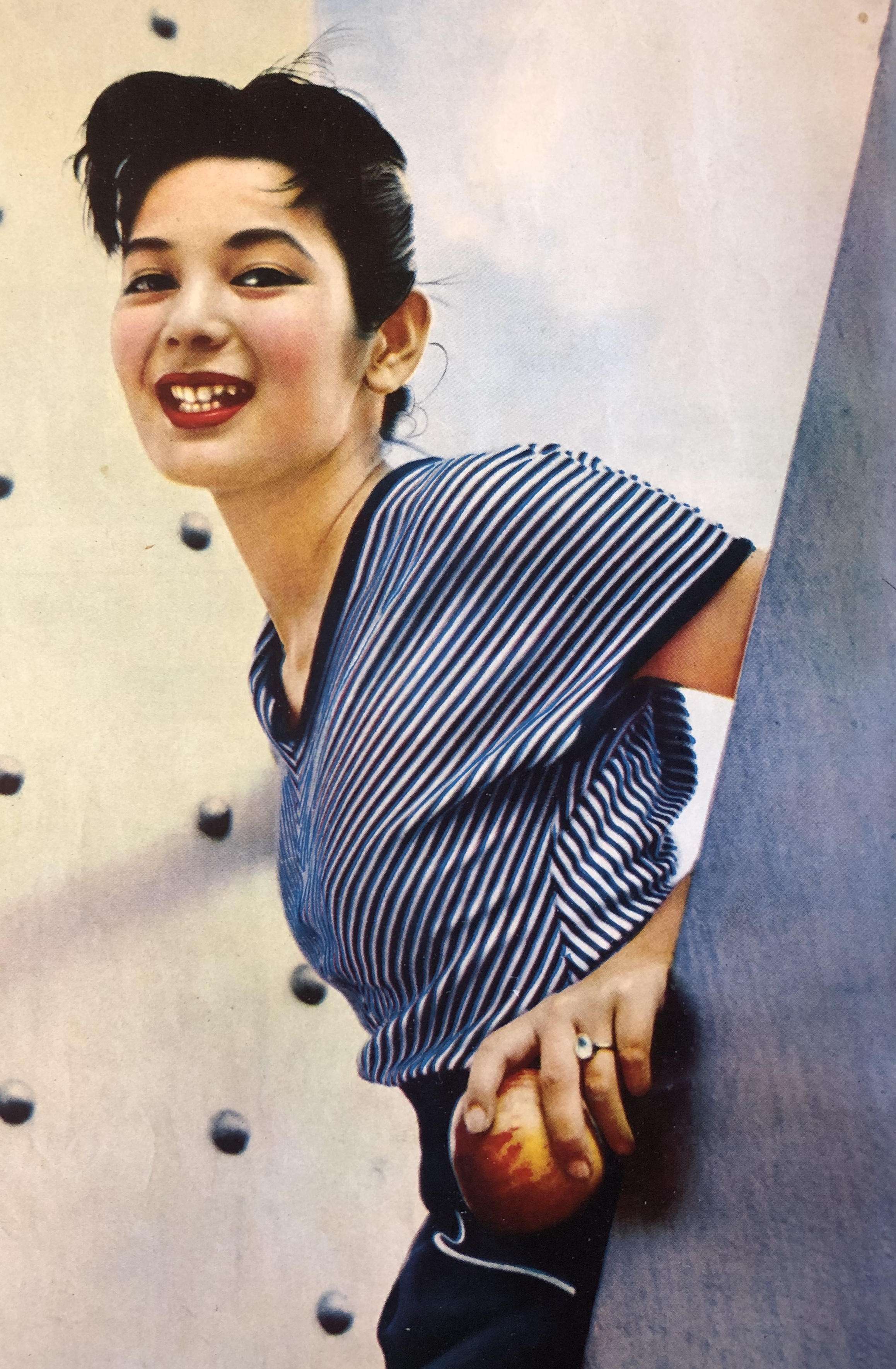
安西郷子／12月28日没

- 12月16日 - 西大立目永、野球選手（* 1936年）
- 12月17日 - 磯田憲一、元プロ野球選手（* 1924年）
- 12月17日 - 小沢貞孝、政治家（* 1916年）
- 12月17日 - 加古三枝子、声楽家（* 1916年）
- 12月17日 - 舘盛静光、政治家・相模原市長（* 1914年）
- 12月18日 - 小谷豪冶郎、国際政治学者（* 1920年）
- 12月19日 - ウィル・ホイ、レーシングドライバー  (* 1952年)
- 12月20日 - グロート・レーバー、天文学者（* 1911年）
- 12月21日 - 河村久子、女優（* 1923年）
- 12月22日 - 矢野純一、プロ野球選手（* 1919年）
- 12月22日 - ジョー・ストラマー、ミュージシャン（ザ・クラッシュ）（* 1952年）
- 12月22日 - 鬼澤正巳、経営者（* 1917年）
- 12月22日 - ケネス・トビー、俳優（* 1917年）
- 12月22日 - 平野峯郎、歌人（* 1912年）
- 12月24日 - 亀井健三、ちぎり絵作家（* 1918年）
- 12月25日 - ガブリエル・アーモンド、政治学者（* 1911年）
- 12月25日 - 山田秀雄、経済学者、一橋大学名誉教授（* 1917年）[1]
- 12月26日 - 田邊朋之、政治家（* 1924年）
- 12月27日 - ジョージ・ロイ・ヒル、映画監督（* 1922年）
- 12月27日 - ダニエル・デファイエ、サクソフォーン奏者（* 1922年）
- 12月27日 - ルート・スヴェドベリ、陸上競技選手（* 1903年）
- 12月28日 - 松浦功、官僚・政治家、元法務大臣（* 1923年）
- 12月28日 - 蔵原惟繕、映画監督（* 1927年）
- 12月28日 - 安西郷子、女優（* 1934年）
- 12月28日 - アルベール・シャンボン、外交官・文筆家（* 1909年）
- 12月29日 - メイ・ハリントン、長寿世界一の人物（* 1889年）
- 12月31日 - 清元榮三郎、清元節三味線方（* 1927年）
- 12月31日 - 大高重治、グラフィックデザイナー（* 1908年）